# Макира-Улава
Макира-Улава (англ. Makira-Ulawa) — одна из провинций (единица административно-территориального деления) Соломоновых Островов. Включает в себя остров Макира и ряд окружающих его мелких островков (Улава, Уки-Ни-Маси, Овараха, Оварики). Площадь 3188 км², население 40 419 человек (2009). Административный центр — Киракира.